# Чамундараджа Чаухан
Чамундараджа (гінді चामुंडराज चौहान; д/н — 1065) — 7-й магараджахіраджа Сакамбхарі у 1040—1065 роках (фактично з 1045 року).

## Життєпис
Походив з династії Чаухан. Другий син Вакпаті II. 1040 року після загибелі брата Вір'ярами очолив боротьбу проти Бходжи Парамара, магараджихіраджі Малави, та Анагілли Чаухан, магараджі Наддули. Прийняв титул магараджахіраджа, але суто номінально, оскільки уся Сакамбхарі була окупована ворогом. Можливо знайшов прихисток в Кумарапаладеви Томар, магараджи Гаріяни.
Лише у 1045 році, коли Анагілла Чаухан погиркався з Бходжею зумів отримати від першого військову допомогу, з якою відвоював родинні володіння. В наступні роки успішно воював проти військ газневідських намісників Лахору. Близько 1063 року завдав поразки Махмуду, синові султана Ібрагіма I. На честь цього фундував храм Вішну в Нарапурі.
Помер Чамундараджа 1065 року. Йому спадкував син Дурлабхараджа III.